# Patricio Toledo
 (décembre 2023).
Si vous disposez d'ouvrages ou d'articles de référence ou si vous connaissez des sites web de qualité traitant du thème abordé ici, merci de compléter l'article en donnant les références utiles à sa vérifiabilité et en les liant à la section « Notes et références ».
Patricio Armando Toledo Toledo (né le 14 juillet 1962 au Chili) est un joueur de football international chilien, qui évoluait au poste de gardien de but.

## Biographie

### Carrière en sélection
Avec l'équipe du Chili, il dispute 19 matchs (pour aucun but inscrit) entre 1991 et 1994. Il figure notamment dans le groupe des sélectionnés lors des Copa América de 1991 et de 1993.
Il participe également aux Jeux olympiques de 1984 (sans toutefois jouer de matchs).